# 가노 겐타
가노 겐타(일본어: 狩野 健太, 1986년 5월 2일 ~ )는 일본의 전직 축구 선수이다.

## 선수 경력
2005시즌을 앞두고 J1리그의 요코하마 F. 마리노스에 입단하면서 커리어를 시작했다. 2005년 4월 24일 열린 오미야 아르디자와의 리그 경기에 출전하면서 프로 데뷔전을 치렀다. 프로 2년차인 2006시즌부터 점차 기회를 얻기 시작했으며 2006년 4월 15일에 열린 감바 오사카와의 경기에서 프로 데뷔골을 기록했다. 이후 요코하마에서 주전 선수로 활약했으며 2009시즌에는 전체 40경기에 나서 6골을 넣으며 확고한 입지를 입증했다. 하지만 나카무라 슌스케가 팀에 복귀한 이후 점차 입지를 잃었으며 2012시즌에는 J1리그 4경기 출전을 포함해 총 12경기 출전에 그쳤다.
2013시즌을 앞두고 J1리그의 가시와 레이솔로 이적했다. 2013년 3월 13일 열린 센트럴코스트 매리너스와의 AFC 챔피언스리그 조별리그 경기에서 아시아 챔피언스리그 첫 경기를 치뤗으며 이 경기에서 득점을 기록하며 팀의 2-1 승리를 이끌었다.
2016시즌을 앞두고 J1리그의 가와사키 프론탈레로 이적했다. 2016년 4월 6일 열린 알비렉스 니가타와의 J리그컵 경기에 출전했으며 이 경기에서 2골을 넣었다. 하지만 2016시즌 총 9경기에 나서며 많은 경기에 나서지는 못했다. 2017시즌에도 주전 경쟁에 실패했으며 총 6경기 출전에 그쳤다.
2018시즌을 앞두고 J2리그의 도쿠시마 보르티스로 이적했다.

## 수상

### 팀

#### 가시와 레이솔
- J리그컵 우승: 2013

#### 가와사키 프론탈레
- J1리그 우승: 2017